# Église Notre-Dame-de-l'Assomption de Voué
L'église Notre-Dame-de-l'Assomption est une église située à Voué, en France.

## Description
Bâtiment du XVIe siècle qui est entièrement vouté et bâti sur un plan en croix latine. L'abside est à cinq pans. Elle possède une statuaire du XVIe siècle :
- Un évêque et son donateur[2] en calcaire polychrome,
- statue de Marc[3]
- statue de Savine en extérieur[4].

Des verrières du XVIe siècle :
- la baie 0 représentant la Passion[5] ;
- la baie 1 représentant l'Adoration des Mages, un couple (donateur)[6] et des saints.

Une peinture du XVIIIe siècle :
- représentant la Passion[7], peint par De Soncq.

## Localisation
L'église est située sur la commune de Voué, dans le département français de l'Aube.

## Historique
L'église était une succursale de la paroisse de Montsuzain, donc du doyenné d'Arcis. 
L'édifice est classé au titre des monuments historiques en 1913.